# Giulio Battelli
Giulio Battelli (* 11. April 1904 in Rom; † 10. März 2005 ebenda) war ein italienischer Archivar, Paläograf, Diplomatiker und Hochschullehrer. Er trug wesentlich zur Identifizierung und Entschlüsselung Hunderter mittelalterlicher Dokumente bei, die in italienischen und vatikanischen Archiven und Bibliotheken aufbewahrt wurden.

## Leben
Giulio Battelli entstammte einer alteingesessenen römischen Familie. Während des Ersten Weltkriegs besuchte er das Gymnasium in Rom und studierte anschließend Lettere an der Universität La Sapienza. Dort war er Schüler des Historikers Pietro Fedele (1873–1943), der sein Interesse an historischen Quellen und an der Paläografie weckte. Aus diesem Grund absolvierte Battelli während seines Studiums gleichzeitig eine zweijährige Zusatzausbildung an der Vatikanischen Schule für Paläografie (Scuola Vaticana di Paleografia). Sein ehemaliger Lehrer Angelo Mercati, zu jener Zeit Präfekt des Vatikanischen Geheimarchivs, stellte ihn 1927 zunächst als Scrittore ein; ab 1932 arbeitete er dort als Archivar.
Von 1932 bis 1974 lehrte Battelli Paläografie und Diplomatik an der Vatikanischen Archivschule und war von 1953 bis 1974 deren Direktor. In denselben Disziplinen war er auch als Professor an der Päpstlichen Lateranuniversität (von 1933 bis 1967), an der Universität La Sapienza (1965 bis 1968) in Rom sowie an der Universität Macerata (1970 bis 1975) tätig.
Als Spezialist für antike Schriften identifizierte, erforschte und entschlüsselte Battelli Hunderte von mittelalterlichen Dokumenten, die in den vatikanischen Archiven aufbewahrt wurden. Er veröffentlichte zahlreiche Aufsätze in paläografischen Fachzeitschriften und Büchern. An der 12-bändigen Enciclopedia Cattolica (katholischen Enzyklopädie), die zwischen 1948 und 1954 entstand, war er als Mitarbeiter beteiligt. Seit seiner Teilnahme am X. Internationalen Historikertag in Rom im Jahr 1955 besuchte Battelli weitere internationale Konferenzen und arbeitete mit ausländischen Geschichtswissenschaftlern und Instituten zusammen. So war er beispielsweise korrespondierendes Mitglied des Instituts British School at Rome und gehörte als korrespondierendes Mitglied der Zentraldirektion der Monumenta Germaniae Historica  in München an. Battelli war Mitglied zahlreicher nationaler und internationaler Akademien und Institute.
Zu Battellis wichtigsten Publikationen gehören neben den seit 1936 wiederholt neu aufgelegten Lezioni di paleografia (Vorlesungen über Paläographie) die zwischen 1965 und 1986 erschienenen vier Bände des sogenannten Schedario Baumgarten. Hierbei handelte es sich um eine Sammlung von handschriftlichen Notizen des deutschen Historikers Paul Maria Baumgarten, der im Jahr 1923 seine in Jahrzehnten entstandenen Vorarbeiten zu einer beabsichtigten Studie über das päpstliche Behörden- und Urkundenwesen des Spätmittelalters auf 8643 losen Zetteln der Scuola Vaticana di Paleografia e Diplomatica überlassen hatte. Battelli bereitete diese umfangreiche Materialsammlung mit Notizen über rund 10.000 Urkunden der Päpste von Innozenz III. bis Pius IX. systematisch auf und gab sie in Form einer vierbändigen Faksimile-Ausgabe heraus. Der österreichische Historiker Heinrich Appelt, Mitglied der Zentraldirektion der Monumenta Germaniae Historica, würdigte in einer Rezension des ersten Bandes des Schedario Baumgarten die Arbeit Battellis als einen „Forschungsbehelf, der in seiner Art einzig dasteht.“
Auch nach seiner Emeritierung beschäftigte sich Battelli weiterhin noch lange Jahre intensiv mit seinen Forschungsthemen. Zuletzt besuchte er nur wenige Monate vor seinem Tod noch im Dezember 2004 das Vatikanische Geheimarchiv.
Giulio Battelli wurde 100 Jahre alt. Er starb im März 2005 in seiner Geburtsstadt Rom.

## Familie
Battelli war seit 1936 mit Anna Maria Cajani verheiratet. Das Ehepaar hatte zwei Kinder, den Sohn Francesco und die Tochter Maria.

## Ehrungen
Im Jahr 1996 erhielt Battelli aus den Händen des Bürgermeisters von Rom, Francesco Rutelli, den Preis „Cultori di Roma“, der seit 1955 jährlich vom Istituto Nazionale Di Studi Romani vergeben wird. Er war nach seinem Ausscheiden aus dem aktiven Berufsleben Ehrenpräsident und Ehrenmitglied mehrerer Institutionen.

## Mitgliedschaften und Ehrungen (Auswahl)
- Istituto Nazionale di Studi Romani, Mitglied
- Centro Italiano di Studi sull’Alto Medioevo, Mitglied
- Società Romana di Storia Patria, Mitglied
- Deputazione di Storia Patria per le Marche, Mitglied
- Deputazione di Storia Patria per l’Umbria, Mitglied
- Comité International de Paléographie Latine, Mitglied
- Gruppo dei Romanisti (al Caffè Greco), Mitglied
- Amici dei Musei di Roma, Mitglied
- British School at Rome, korrespondierendes Mitglied
- Consiglio dell’Istituto storico italiano per il Medioevo, beigeordnetes Mitglied
- Commission Internationale de Diplomatique, Ehrenpräsident
- Centro studi storici maceratesi, Ehrenpräsident
- Pontificia Accademia Romana di Archeologia, Ehrenmitglied
- Associazione Archivistica Ecclesiastica (Vaticano), Ehrenmitglied
- Associazione Archivistica Italiana (Roma), Ehrenmitglied
- Monumenta Germaniae Historica, korrespondierendes Mitglied der Zentraldirektion

## Veröffentlichungen (Auswahl)
- Rationes decimarum Italiae nei secoli XIII e XIV. Latium. Vatikanische Apostolische Bibliothek, 1946.
- Lezioni di paleografia. Libreria Editrice Vaticana, 1949, ISBN 978-8-82092-689-2. (eingeschränkte Vorschau in der Google-Buchsuche). Erstveröffentlichung 1936, letzter Nachdruck 1999
  - als Herausgeber:
  - Umbrae codicum occidentalium sub auspiciis societatis codicum Mediaevalium studiis promovendis. 10 Bände, North Holland Publishing Company, Amsterdam 1960 bis 1966. 
  - Schedario Baumgarten. Archivio Segreto Vaticano, 4 Bände, 1965 bis 1986.  Die Bände 3 und 4 sind von Sergio Pagano herausgegeben worden.
- Scritti scelti: codici, documenti, archivi. Multigrafica Ed., Rom 1975,   Festschrift zum 70. Geburtstag. (Ausgewählte Schriften: Codices, Urkunden, Archive.)